# Lance Stephenson
Lance Stephenson, Jr. (Nueva York, 5 de septiembre de 1990) es un jugador de baloncesto estadounidense que actualmente disputa la liga BIG3 de baloncesto 3×3. Con 1,96 metros de estatura, juega en la posición de escolta.

## Trayectoria deportiva

### Instituto
Stephenson captó por primera vez la atención de los ojeadores a los 12 años, cuando Clark Francis le vio jugar en Rumble en el torneo AAU del Bronx. Antes de cursar su primer año en el instituto asistió al Adidas ABCD Camp, donde disputó un uno contra uno con O.J. Mayo.
En verano de 2005, Lance se inscribió al Instituto Bishop Loughlin Memorial, pero solo asistió tres día a clase, antes de que la escuela perdiera la final de la liga juvenil y él no fuera nombrado MVP del torneo. A la semana siguiente se ausentó de las clases del Bishop Loughlin, y se cambió al Instituto Abraham Lincoln, cerca de su hogar en Coney Island.  Jugadores de la NBA como Stephon Marbury y Sebastian Telfair fueron alumnos de Lincoln en el pasado. Su entrenador, Dwanye Morton, dijo de él: "{Stephenson} siempre hablaba de superar a Sebastian y a Stephon", y se llamaba a él mismo "lo mejor que nunca ha tenido Lincoln". Stephenson lideró a los Railsplitters al título de la ciudad ese año. Lincoln repitió como campeón durante sus años sophomore (segundo) y junior (tercero), mientras que Stephenson fue nombrado jugador del año por New York Daily News durante dos años consecutivos.
El 15 de febrero de 2009, Stephenson superó el récord de Telfair de más puntos anotados en Lincoln (2.785) en la final del campeonato de Brooklyn, convirtiéndose así en el máximo anotador de instituto del estado de Nueva York. En marzo de 2009 lideró a Lincoln a su cuarto campeonato AA consecutivo, anotando 24 puntos y capturando 10 rebotes en la final frente al Instituto John F. Kennedy, y convirtiendo a Lincoln en el primer instituto de Nueva York en ganar cuatro campeonatos consecutivos.
La carrera de instituto de Stephenson finalizó en la semifinal estatal, donde el Instituto Rice batió a Lincoln por 77-50. Durante su carrera anotó 2.946 puntos y en su último año en Lincoln promedió 28,9 puntos, 10,2 rebotes y 3,9 asistencias. En abril de 2009 disputó el McDonald's All-American Game, firmando 12 puntos, 6 asistencias y 3 robos de balón.

### Universidad

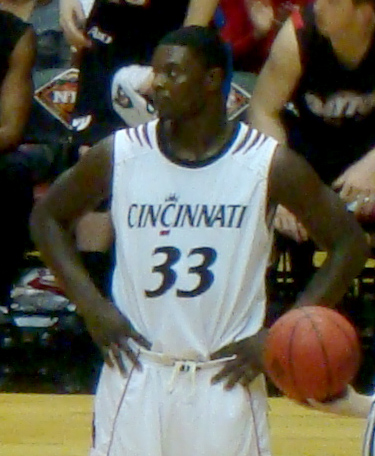
Stephenson con Cincinnati en 2010.

El 30 de junio de 2009, finalmente eligió universidad, y jugó una temporada con los Bearcats de la Universidad de Cincinnati.
En su única temporada en Cincinnati, fue titular en 32 de los 34 encuentros del equipo y promedió 12,3 puntos y 5,4 rebotes por partido. Fue el máximo anotados de la Big East y nombrado rookie del año. Finalmente, el 7 de abril de 2010, anunció su deseo de presentarse al Draft de la NBA, renunciando a los 3 años que le quedaban de universidad.

#### Estadísticas
| Año     | Equipo     | PJ | PT | MPP  | %TC  | %3P  | %TL  | RPP | APP | ROB | TPP | PPP  |
| ------- | ---------- | -- | -- | ---- | ---- | ---- | ---- | --- | --- | --- | --- | ---- |
| 2009–10 | Cincinnati | 34 | 32 | 28.2 | .440 | .219 | .664 | 5.4 | 2.5 | .9  | .2  | 21.5 |

### Profesional

#### NBA
Fue seleccionado por los Indiana Pacers en la 40.ª posición del Draft de la NBA de 2010. El 22 de julio de 2010, firmó su primer contrato profesional con los Pacers.
Tras cuatro temporadas en Indiana, el 16 de julio de 2014, firmó un contrato para jugar con los Charlotte Hornets.
El 15 de junio de 2015 es traspasado a Los Angeles Clippers a cambio de Spencer Hawes y Matt Barnes.
El 26 de febrero de 2016 es traspasado a Memphis Grizzlies a cambio de Jeff Green. El 14 de septiembre firmó por New Orleans Pelicans, pero fue despedido el 7 de noviembre, tras disputar seis partidos en los que promedió 9,7 puntos y 4,8 asistencias.
El 8 de febrero de 2017, firma un contrato de 10 días con Minnesota Timberwolves. Pero en su cuarto encuentro con el equipo, el 14 de febrero ante Cleveland Cavaliers, sufre una lesión de tobillo. El 8 de marzo, tras recuperarse de la lesión firma otro contrato de 10 días. Y tras dos encuentros, el 18 de marzo, los Timberwolves deciden no renovarle.
Luego, el 30 de marzo, firma con Indiana Pacers, siendo el tercer equipo esa temporada, y su segunda vez en Indiana en su carrera. Tras temporada y media, en la que disputó los 82 encuentros, el 25 de junio de 2018, los Pacers deciden no renovarle.
El 10 de julio de 2018, firma por una temporada con Los Angeles Lakers.

#### China
El 1 de agosto de 2019, firma con los Liaoning Flying Leopards de la Chinese Basketball Association (CBA) china. El 22 de septiembre de 2019, contribuyó en la consecución del título ante los Seoul SK Knights (83–82) de la 2019 East Asia Super League Terrific 12, donde fue nombrado MVP de la Terrific 12.

#### G-League
El 23 de octubre de 2021, Stephenson fue elegido en el puesto número 13 del Draft de la NBA G League de 2021 por los Grand Rapids Gold, filial de los Nuggets.

#### Regreso a la NBA
El 21 de diciembre de 2021, se hace oficial su regreso a la NBA con un contrato de 10 días con Atlanta Hawks. Nada más finalizar contrato, firmó otros diez días con Indiana Pacers. En su tercer encuentro con los Pacers, el 5 de enero ante Brooklyn Nets, anotó 30 puntos, 20 de ellos en el primer cuarto, siendo el primer jugador en la historia de la NBA en anotar esos puntos en el primer cuarto saliendo desde el banquillo. El 24 de enero firma otro contrato de 10 días, y finalmente, el 4 de febrero, firma hasta final de temporada.

#### Puerto Rico
En abril de 2023 se une a los Leones de Ponce del Baloncesto Superior Nacional (BSN) hasta final de temporada.

#### De vuelta en la G-League
El 11 de diciembre de 2023 fichó por los Iowa Wolves de la G League.

#### BIG3
En junio de 2025 participa en la liga profesional de baloncesto 3×3, la BIG3. En el primer encuentro es expulsado tras una pelea con Dwight Howard.

## Estadísticas de su carrera en la NBA

### Temporada regular
| Año     | Equipo        | PJ  | PT  | MPP  | %TC  | %3P  | %TL  | RPP | APP | ROB | TPP | PPP  |
| ------- | ------------- | --- | --- | ---- | ---- | ---- | ---- | --- | --- | --- | --- | ---- |
| 2010-11 | Indiana       | 12  | 0   | 9.6  | .333 | .000 | .786 | 1.5 | 1.8 | .3  | .0  | 3.1  |
| 2011-12 | Indiana       | 42  | 1   | 10.5 | .376 | .133 | .471 | 1.3 | 1.1 | .5  | .1  | 2.5  |
| 2012-13 | Indiana       | 78  | 72  | 29.2 | .460 | .330 | .652 | 3.9 | 2.9 | 1.0 | .2  | 8.8  |
| 2013-14 | Indiana       | 78  | 78  | 35.3 | .491 | .352 | .711 | 7.2 | 4.6 | .7  | .1  | 13.8 |
| 2014-15 | Charlotte     | 61  | 25  | 25.8 | .376 | .171 | .627 | 4.5 | 3.9 | .6  | .1  | 8.2  |
| 2015-16 | L.A. Clippers | 43  | 10  | 15.8 | .494 | .404 | .700 | 2.5 | 1.4 | .6  | .1  | 4.7  |
| 2015-16 | Memphis       | 26  | 3   | 26.6 | .474 | .355 | .815 | 4.4 | 2.8 | .7  | .2  | 14.2 |
| 2016-17 | New Orleans   | 6   | 0   | 27.0 | .473 | .100 | .625 | 3.3 | 4.8 | .3  | .2  | 9.7  |
| 2016-17 | Minnesota     | 6   | 0   | 11.2 | .476 | .000 | .500 | 1.7 | .8  | .0  | .0  | 3.5  |
| 2016-17 | Indiana       | 6   | 0   | 22.0 | .409 | .625 | .667 | 4.0 | 4.2 | .5  | .3  | 7.2  |
| 2017-18 | Indiana       | 82  | 7   | 22.6 | .427 | .289 | .661 | 5.2 | 2.9 | .6  | .2  | 9.2  |
| 2018-19 | L.A. Lakers   | 68  | 3   | 16.5 | .426 | .371 | .685 | 3.2 | 2.1 | .6  | .1  | 7.2  |
| 2021-22 | Atlanta       | 6   | 0   | 11.7 | .385 | .000 | .500 | 2.5 | 1.8 | .0  | .0  | 1.8  |
| 2021-22 | Indiana       | 40  | 1   | 18.6 | .458 | .310 | .795 | 2.8 | 3.9 | .6  | .1  | 9.3  |
| Total   | Total         | 554 | 200 | 22.9 | .445 | .314 | .694 | 4.1 | 2.9 | .6  | .1  | 8.6  |

### Playoffs
| Año   | Equipo  | PJ | PT | MPP  | %TC  | %3P  | %TL  | RPP | APP | ROB | TPP | PPP  |
| ----- | ------- | -- | -- | ---- | ---- | ---- | ---- | --- | --- | --- | --- | ---- |
| 2012  | Indiana | 4  | 0  | 3.0  | .222 | .500 | .500 | .0  | .3  | .0  | .0  | 1.5  |
| 2013  | Indiana | 19 | 19 | 35.4 | .408 | .281 | .622 | 7.6 | 3.3 | 1.2 | .1  | 9.4  |
| 2014  | Indiana | 19 | 19 | 37.1 | .455 | .358 | .714 | 6.9 | 4.2 | .8  | .2  | 13.6 |
| 2016  | Memphis | 4  | 0  | 23.8 | .523 | .400 | .800 | 1.5 | 1.8 | .3  | .0  | 13.0 |
| 2017  | Indiana | 4  | 0  | 26.8 | .509 | .389 | .750 | 5.3 | 2.8 | .5  | .0  | 16.0 |
| 2018  | Indiana | 7  | 0  | 21.3 | .462 | .308 | .556 | 2.7 | 2.9 | .3  | .1  | 10.4 |
| Total | Total   | 57 | 38 | 30.5 | .448 | .330 | .670 | 5.6 | 3.2 | .8  | .1  | 11.1 |

## Vida personal
Lance es hijo de Lance Sr. y Bernadette Stephenson. Tiene un hermano menor llamado Lantz.

### Problemas legales
En enero de 2008, fue suspendido cinco días del instituto y se perdió dos partidos de su equipo, tras un altercado con un compañero. Fue padre, y en octubre de ese año, fue detenido por manosear a una joven de 17 años dentro de la escuela. Se enfrentó a un cargo de agresión sexual de clase B, y sus padres pusieron fin al documental "Born Ready" tras la detención.
El 15 de agosto de 2010, Stephenson fue detenido por agresión en tercer grado después de empujar supuestamente a su novia por unas escaleras. El caso fue finalmente desestimado.